# 시드니 스톰
시드니 스톰(Sydney Storm)는 1992년 창단한 구 ABL의 프로 야구 팀이다. 시드니를 연고로 하고 있으며 홈구장은 시드니 쇼그라운드이다. 1990-91 시즌 이후 패러매타 패트리어츠가 해체된 이후 대체 구단으로 시드니 블루라는 이름으로 창단된 이후 다시 시드니 스톰으로 명칭이 변경되었다.